# Ismael Jordi
Ismael Jordi (Jerez de la Frontera, Cádiz, 1973) es un tenor lírico español.

## Biografía
Nace en Jerez de la Frontera. Ismael Jordi comenzó sus estudios en la Escuela Superior de Música Reina Sofía de Madrid, con el Maestro Alfredo Kraus y la Maestra Teresa Berganza. Actualmente, estudia con el Maestro Angelo Capobianco en Verona.  

## Trayectoria
Su debut tuvo lugar en el Teatro Villamarta de Jerez de la Frontera. Dentro de su trayectoria encontramos numerosos conciertos y recitales por muchos teatros nacionales e internacionales como los siguientes: 
- Teatro Real de Madrid (Cosí fan tutte, El elixir de amor, Roberto Devereux, Lucía di Lammermoor, Faust, La traviata).
- Teatro del Liceo de Barcelona (Los cuentos de Hoffmann, Linda di Chamounix, La traviata, Lucia di Lammermoor).
- Teatro de la Maestranza de Sevilla (Don Pasquale, El elixir de amor, La traviata, Rigoletto, Anna Bolena).
- Palacio Euskalduna de Bilbao (Eugene Onegin, Rigoletto, Lucía di Lammermoor),
- Palau de les Arts de Valencia (La traviata, Iphigénie en Tauride junto a Plácido Domingo).
- Opera Comique de París (Mignon).
- Ópera de la Bastilla de París (La traviata).
- Teatro del Chatelet (Le chanteur de Mexico).
- Volksoper de Viena (Martha, La traviata).
- De Nederlandse Opera de Ámsterdam (El caballero de la rosa, Lucia di Lammermoor, La traviata, Romeo y Julieta).
- Opera Royal de Walloine de Lieja (Lucrezia Borgia, Manon).
- Vlaamse Opera ha participado en la premier mundial de la ópera Le duc d'Albe de Donizetti con música adicional de Giorgio Battistelli.
- Teatro de ópera de Zúrich (Lucia di Lammermoor, La traviata, Rigoletto y Anna Bolena junto a la soprano Anna Netrebko).
- Deutsche Oper Berlin (La traviata, Lucia di Lammermoor).
- Staatsoper de Berlín (El barbero de Sevilla, El elixir de amor).
- Bayerische Staatsoper de Munich (Lucrezia Borgia con Edita Gruberová).
- Royal Opera House de Londres (Maria Stuarda, La traviata, Lucía di Lammermoor).
- Ópera Nacional de Tokyo (Lucia di Lammermoor).
- Teatro de la Opera de Roma (Linda de Chamounix, Rigoletto).
- Teatro San Carlo de Nápoles (La traviata, Lucia di Lammermoor).
- Teatro de la Fenice de Venecia (La traviata dirigida por el Maestro Nello Santi y donde ha cantado la función número 100 de "Alfredo").
- Ópera de Montreal (Romeo y Julieta).
- Ópera de Atenas (Romeo y Julieta).
- Festival de Orange (concierto "Nuit espagnole" junto a Plácido Domingo).
- Opera de Montecarlo (Lucía di Lammermoor y el concierto "Nuit espagnole").

Dentro de la zarzuela, su rol más interpretado es Fernando de Doña Francisquita que ha interpretado recientemente en el Teatro de la Zarzuela, la Ópera de Laussanne y Palau de les Arts de Valencia.
El último rol  que ha interpretado ha sido Fernando La favorita en el Teatro Cervantes de Málaga, versión italiana.En enero de 2023 debutará en el Metropolitan Opera House de Nueva York con La traviata.

## Premios y reconocimientos
- En 2000 recibió el premio al alumno más destacado de la Cátedra de canto Alfredo Kraus de manos de S.M. la Reina Doña Sofía.[1]
- En enero de 2004 recibió en Valencia el Premio al Cantante Revelación otorgado por la revista Ópera Actual.[2]
- En febrero de 2004 recibió el Premio Revelación otorgado por Canal Sur en la V edición de los Premios del Público en Sevilla.[3]
- En 2009 fue galardonado en los Premios Líricos del Teatro Campoamor de Oviedo.[4]

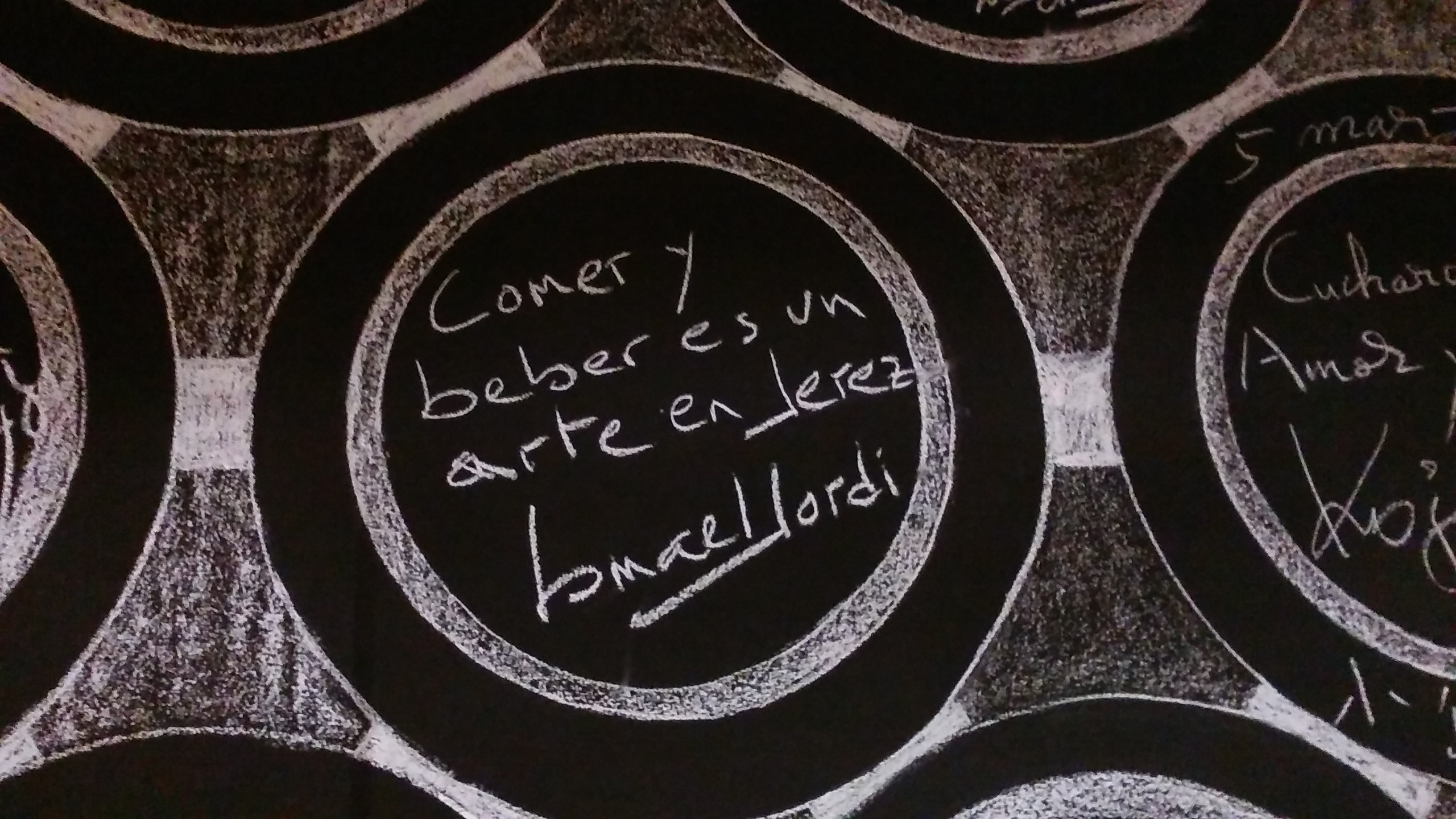
Dedicatoria y firma del cantante

## Discografía
- 2003 Martha (ORF). Grabado en vivo en la Volksoper de Viena el 18 de octubre de 2003 con Alexandra Reinprecht, Ismael Jordi, Andrea Bönig, Klaus Kuttler, Anton Scharinger, Markus Raab.
- 2004 La traviata (RTVE Música). Grabado en vivo en el Teatro Villamarta de Jerez en noviembre de 2004 con Cristina Gallardo-Domas, Ismael Jordi, Genaro Sulvarán.
- 2013 Le duc d'Albe (Dynamic). Grabado en Vlaamse Opera.